# Savigny-en-Sancerre
Savigny-en-Sancerre ist eine französische Gemeinde mit 1.111 Einwohnern (Stand: 1. Januar 2022) im Département Cher in der Region Centre-Val de Loire. Sie gehört zum Arrondissement Bourges und zum Kanton Sancerre. Die Einwohner werden Savignacois genannt.

## Geographie
Savigny-en-Sancerre liegt in Zentralfrankreich, etwa 40 Kilometer nordöstlich von Bourges. Umgeben wird Savigny-en-Sancerre von den Nachbargemeinden Santranges im Norden, Sury-près-Léré im Nordosten, Léré im Nordosten und Osten, Boulleret im Osten, Sainte-Gemme-en-Sancerrois im Süden, Subligny im Südwesten, Assigny im Westen sowie Sury-ès-Bois im Westen und Nordwesten.

## Bevölkerungsentwicklung
| Jahr                       | 1962 | 1968 | 1975 | 1982 | 1990 | 1999 | 2006 | 2019 |
| Einwohner                  | 918  | 895  | 855  | 891  | 981  | 1023 | 1077 | 1107 |
| Quellen: Cassini und INSEE |      |      |      |      |      |      |      |      |

## Sehenswürdigkeiten
- Kirche Saint-Symphorien aus dem 12. Jahrhundert
- Friedhofskapelle Notre-Dame-de-Recouvrance aus dem 15. Jahrhundert

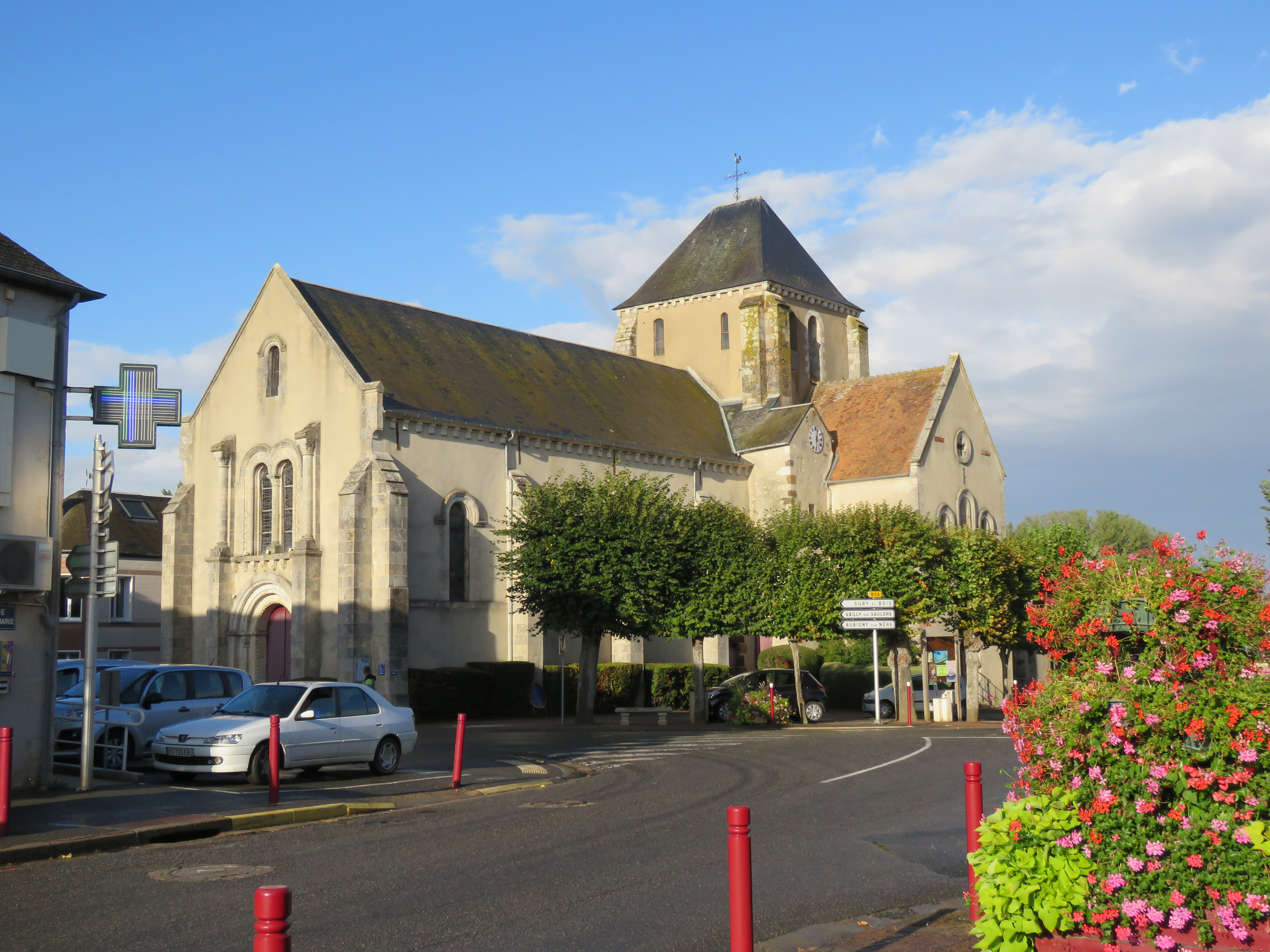
Kirche Saint-Symphorien
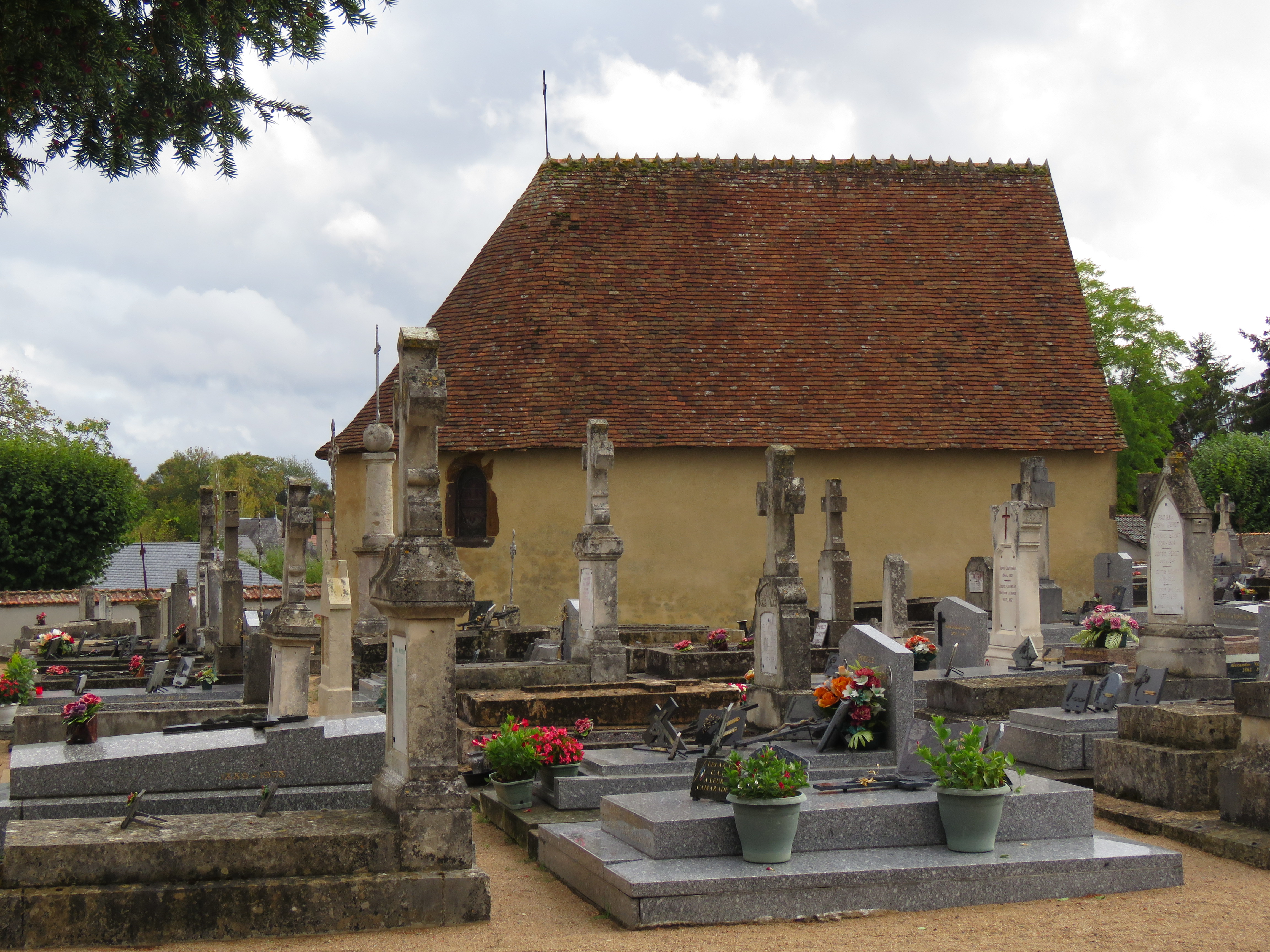
Friedhofskapelle Notre-Dame-de-Recouvrance